# (17980) Vanschaik
(17980) Vanschaik (1999 JN56) – planetoida z pasa głównego asteroid okrążająca Słońce w ciągu 4,77 lat w średniej odległości 2,83 j.a. Odkryta 10 maja 1999 roku.